# Dylan & the Dead
Dylan & the Dead je společné koncertní album Boba Dylana a skupiny Grateful Dead, vydané 30. ledna 1989 u Columbia Records. Koncert, při kterém album vzniklo, ptoběhl v červenci 1987. Album produkovali Jerry Garcia a John Cutler.

## Seznam skladeb
| Pořadí         | Název                     | Autor          | Délka |
| -------------- | ------------------------- | -------------- | ----- |
| 1.             | Slow Train                | Dylan          | 4:54  |
| 2.             | I Want You                | Dylan          | 3:59  |
| 3.             | Gotta Serve Somebody      | Dylan          | 5:42  |
| 4.             | Queen Jane Approximately  | Dylan          | 6:30  |
| 5.             | Joey                      | Dylan, Levy    | 9:10  |
| 6.             | All Along the Watchtower  | Dylan          | 6:17  |
| 7.             | Knockin' on Heaven's Door | Dylan          | 6:35  |
| Celková délka: | Celková délka:            | Celková délka: | 43:07 |

## Sestava
- Bob Dylan – kytara, zpěv
- Jerry Garcia – kytara, zpěv
- Bob Weir – kytara, zpěv
- Brent Mydland – klávesy, zpěv
- Phil Lesh – baskytara
- Bill Kreutzmann – bicí
- Mickey Hart – bicí